# Robert Scheu
Robert Scheu (* 11. Juli 1873 in Schönau an der Triesting oder Bad Schönau ?, Niederösterreich; † 25. Jänner 1964 in Wien) war ein österreichischer Jurist, Journalist und Schriftsteller.

## Leben
Robert Scheu wurde als Sohn der Emilie Karoline und Josef Franz Georg Scheu geboren. Er besuchte die Volksschule in der Grüngasse im 5. Wiener Bezirk Margareten und das Akademisches Gymnasium und studierte an der Universität Wien, wo er 1896 in Jus promovierte. Er arbeitete ab 1899 im k.k. österreichischen Handels-Museum (? Nachfolgeorganisation ?) und war nebenberuflich schriftstellerisch tätig.
Er verfasste Erzählungen sowie zahlreiche Aphorismen und Gedichte sowie mit Otto Stoessl 1898 die Theaterstücke Tote Götter und Waare. Von 1906 bis 1909 schrieb er mehrere Aufsätze für die Zeitschrift Die Fackel. Zum 10-jährigen Bestehen der Fackel verfasste er die erste kleine Monographie über deren Herausgeber Karl Kraus. Ab 1911 verfasste er für den Simplicissimus in München und das Prager Tagblatt über zwei Jahrzehnte hinweg die satirische Politik-Kolumne Chronik der Weltereignisse, die ihn auch im Ausland bekannt machte.
Zu seinem Freundeskreis gehörte Adolf Loos und Hermann und Eugenie Schwarzwald. Der Teilnachlasses in der Wienbibliothek im Rathaus zeigte, dass er regen Austausch mit Friderike Maria Zweig pflegte.
Im Ersten Weltkrieg wurde er als Kriegsberichterstatter eingesetzt.
In erster Ehe war er mit Leopoldine Lazinka verheiratet. Ab 1962 mit Rosa Gizba.

## Politik
1901 erarbeitete er ein demokratiepolitisches Programm mit dem Titel Kulturpolitik und gründete die dazugehörige Kulturpolitische Gesellschaft. Er leitete mehrere Enqueten zur Mittelschulreform bzw. zum Eherecht.
Nach dem Ersten Weltkrieg war er Vermittler zur neu entstehenden Tschechoslowakei und engagierte sich danach in der Österreichisch-Tschechoslowakischen Gesellschaft. Weiters war er Mitglied bei der Österreichischen Friedensgesellschaft. Er beschäftigte sich mit volkswirtschaftlichen Problemen wie dem Waren-Clearing, der Valorisierung des Silbers sowie mit der Erdölförderung in Österreich. 

## Publikationen
- Alltag eines Fröhlichen. Humoresken. Langen, München 1913.
- Wanderung durch Böhmen am Vorabend der Revolution. Ein Quellenwerk der Zeitgeschichte. (Vom 20. Juli bis 20. September 1918) Strache, Wien/Leipzig 1919.